# Nogometna šola Mura
Il Nogometno šola Mura, noto anche come NŠ Mura, è una società calcistica slovena con sede nella città di Murska Sobota, fondata nel 2012. È, di fatto, il team che è succeduto al Mura 05, ora non più esistente dopo il fallimento del 2013.
Dalla stagione 2018-19 milita nella Prva slovenska nogometna liga, la massima divisione del campionato sloveno, ottenendo il quarto posto (con qualificazione al primo turno di Europa League) alla prima stagione nella massima serie. Il 24 giugno 2020 conquista il primo trofeo, aggiudicandosi la coppa nazionale ai danni del Nafta 1903.

## Palmarès

### Competizioni nazionali
- Druga slovenska nogometna liga: 1

2017-2018
- Coppa di Slovenia: 1

2019-2020
- Campionato sloveno: 1

2020-2021

## Statistiche e record

### Statistiche nelle competizioni UEFA
Tabella aggiornata al termine della stagione 2021-2022.
| Competizione                  | G | V | N | P | RF | RS |
| ----------------------------- | - | - | - | - | -- | -- |
| UEFA Champions League         | 4 | 2 | 1 | 1 | 7  | 3  |
| UEFA Europa League            | 9 | 3 | 1 | 5 | 12 | 15 |
| UEFA Europa Conference League | 6 | 1 | 0 | 5 | 5  | 14 |

## Organico

### Rosa 2022-2023
Aggiornata al 24 febbraio 2023.
| N. |                                 | Ruolo | Calciatore       |
| -- | ------------------------------- | ----- | ---------------- |
| 2  | Slovenia (bandiera)             | A     | Kai Cipot        |
| 3  | Slovenia (bandiera)             | D     | Klemen Pucko     |
| 5  | Slovenia (bandiera)             | D     | Jure Travner     |
| 7  | Slovenia (bandiera)             | C     | Alen Kozar       |
| 6  | Slovenia (bandiera)             | C     | Aljoša Šipoš     |
| 8  | Croazia (bandiera)              | C     | Luka Bobičanec   |
| 9  | Slovenia (bandiera)             | D     | Matic Maruško    |
| 10 | Slovenia (bandiera)             | C     | Nino Kouter      |
| 11 | Slovenia (bandiera)             | D     | Žiga Kous        |
| 13 | Croazia (bandiera)              | D     | Marin Karamarko  |
| 15 | Slovenia (bandiera)             | D     | Rok Erniša       |
| 16 | Slovenia (bandiera)             | C     | Aljaž Antolin    |
| 17 | Slovenia (bandiera)             | A     | Amadej Maroša    |
| 18 | Bosnia ed Erzegovina (bandiera) | C     | Marko Brkić      |
| 19 | Slovenia (bandiera)             | C     | Luka Marič       |
| 20 | Slovenia (bandiera)             | C     | Tomi Horvat      |
| 22 | Slovenia (bandiera)             | D     | Tilen Ščernjavič |
| 23 | Slovenia (bandiera)             | D     | Klemen Šturm     |

| N. |                       | Ruolo | Calciatore        |
| -- | --------------------- | ----- | ----------------- |
| 25 | Croazia (bandiera)    | D     | Dragan Lovrić     |
| 26 | Slovenia (bandiera)   | P     | Dušan Gyergyek    |
| 27 | Slovenia (bandiera)   | A     | Kevin Žižek       |
| 28 | Slovenia (bandiera)   | A     | Vito Strakl       |
| 29 | Slovenia (bandiera)   | D     | Filip Kosi        |
| 30 | Slovenia (bandiera)   | D     | Jan Gorenc        |
| 32 | Togo (bandiera)       | C     | Samsondin Ouro    |
| 41 | Slovenia (bandiera)   | P     | Nejc Vidmar       |
| 47 | Croazia (bandiera)    | A     | Mihael Klepač     |
| 49 | Slovenia (bandiera)   | C     | Renato Simić      |
| 69 | Croazia (bandiera)    | P     | Matko Obradović   |
| 77 | Montenegro (bandiera) | C     | Staniša Mandić    |
| 90 | Slovenia (bandiera)   | P     | Marko Zalokar     |
| 97 | Croazia (bandiera)    | A     | Andrija Filipović |
|    | Croazia (bandiera)    | D     | Roko Jurišić      |
|    | Croazia (bandiera)    | C     | David Đurak       |
|    | Slovenia (bandiera)   | D     | Alan Kaučič       |
|    | Montenegro (bandiera) | A     | Ognjen Stijepović |